# Primstal
Primstal est un village situé entre Trèves et Sarrebruck, dans le nord de la Sarre, et faisant partie de la commune de Nonnweiler.
Ce village est issu de la fusion des villages de Mettnich et de Mühlfeld en 1930. Son nom est tiré de la rivière qui le traverse, la Prims.
Son histoire est liée à la seigneurie de Dagstuhl auquel elle a appartenu jusqu'en 1815, avant d'être intégré au sein de la province rhénane du royaume de Prusse.